# Paracolletes crassipes
Paracolletes crassipes är en biart som beskrevs av Smith 1853. Paracolletes crassipes ingår i släktet Paracolletes och familjen korttungebin. Inga underarter finns listade i Catalogue of Life.

## Bildgalleri

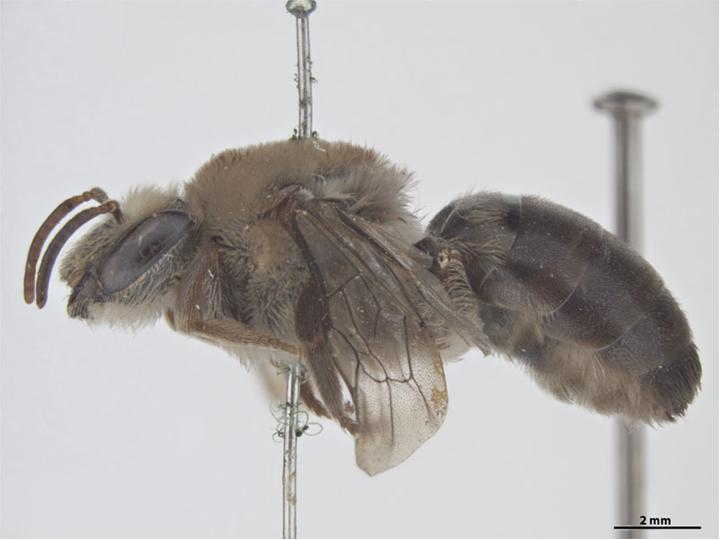
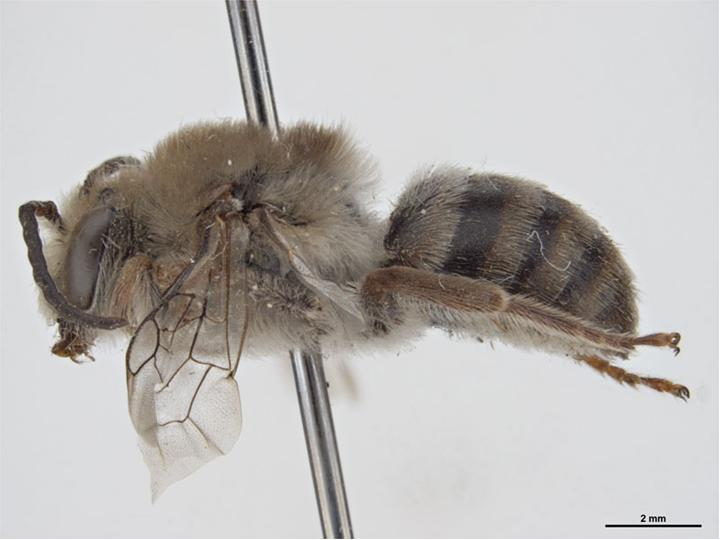